# Eetu Kallioinen
Eetu Kallioinen (Loppi, 23 de mayo de 1998) es un deportista finlandés que compite en tiro, en la modalidad de tiro al plato.
Ganó una medalla de plata en el Campeonato Mundial de Tiro de 2023 y una medalla de bronce en el Campeonato Europeo de Tiro de 2021. En los Juegos Europeos de Cracovia 2023 consiguió una medalla de bronce en la prueba de skeet.
Participó en dos Juegos Olímpicos de Verano, en los años 2020 y 2024, ocupando el cuarto lugar en Tokio 2020, en el skeet.
Fue el abanderado de Finlandia en la ceremonia de apertura de los Juegos Olímpicos de París 2024 junto con la regatista Sinem Kurtbay.

## Palmarés internacional
| Campeonato Mundial | Campeonato Mundial | Campeonato Mundial | Campeonato Mundial |
| Año                | Lugar              | Medalla            | Prueba             |
| ------------------ | ------------------ | ------------------ | ------------------ |
| 2023               | Bakú (Azerbaiyán)  | Medalla de plata   | Skeet              |
| Juegos Europeos    |                    |                    |                    |
| Año                | Lugar              | Medalla            | Prueba             |
| 2023               | Cracovia (Polonia) | Medalla de bronce  | Skeet              |
| Campeonato Europeo |                    |                    |                    |
| Año                | Lugar              | Medalla            | Prueba             |
| 2021               | Osijek (Croacia)   | Medalla de bronce  | Skeet              |